# Galanthus gracilis
Galanthus gracilis — вид рослин із родини амарилісових (Amaryllidaceae), зростає у Причорномор'ї.

## Таксономічні примітки
Цей вид зазвичай асоціюється з рядом інших таксонів, зокрема з G. graecus та G. elwesii. Деякі науковці помістили G. gracilis у синонімію до G. graecus, інші вважають його синонімом G. elwesii. Наявні таксономічні дані тепер чітко показують, що G. gracilis — окремий вид, однак Galanthus gracilis і G. elwesii, безсумнівно, тісно пов'язані між собою. Плутанина між G. gracilis та G. elwesii є особливо критичною в їхніх європейських ареалах, і їхні точні ареали погано вивчені.

## Опис
Цибулина від яйцеподібної до субкулястої, 1.5–2 × 0.8–1.4 см. Листки лінійні, зрідка дуже вузько-ланцетні, 8–11 см × 3–5 мм у період цвітіння, до 27 см × 3–9 мм у зрілості, часто чітко звивисті, зрідка лише злегка так, вершина тупа. Стеблина 8–14 см. Зовнішні сегменти оцвітини опуклі, вузько-яйцювато-лопатеві, 15–26 × 7–10 мм, внутрішні сегменти плоскі, зазвичай помітно розширені на вершині, вузько-довгасто-лопатчасті, 7–11 × 3–5 мм, з окремими зеленими плямами біля основи та вершина, іноді з'єднана в центрі. Коробочка від яйцюватої до субкулястої, 11–16 × 10–14 мм. 2n = 24. Період цвітіння: лютий — квітень.

## Поширення
Зростає у Причорномор'ї: Греція, Болгарія, сх. Румунія, пд.-зх. Україна, зх. Туреччина. Населяє вологі луки, скелясті схили вапняку у вологому вкритому листям лісі під Pinus brutia та Pyrus, чагарники й галявини; на висотах 10–2000 метрів.
В Україні росте в дубових, ясеневих, кленових, в’язових, тополевих лісах, у степових ярах, у чагарникових спільнотах та в культивованому лісі Robinia pseudoacacia.

## Використання
Збирають для декоративного використання. У деяких районах також використовується як лікарська рослина.

## Загрози й охорона
Основними загрозами для цього виду є збирання в декоративних або лікувальних цілях, управління лісами, насадження, розвиток туристичної інфраструктури (включаючи будівництво доріг), а також рекреаційні заходи.
Усі види Galanthus включені до Додатку II до Конвенції про міжнародну торгівлю видами дикої фауни та флори, що знаходяться під загрозою зникнення (CITES). В Україні він охороняється в охоронних територіях Старомарирський та Мунрирська Діброва в Одеській області.